# 7th House
7th House to pierwszy singel promujący album 5 Blackacidevil amerykańskiego zespołu Danzig. Został nagrany i wydany w 1996 roku.

## Lista utworów
1. "7th House" - 03:48
2. "Hand of Doom: Version" (cover zespołu Black Sabbath) - 2:52
3. "Hint of Her Blood" - 5:02

## Twórcy
- Glenn Danzig - śpiew, gitara, gitara basowa, instrumenty klawiszowe
- Joey Castillo - perkusja
- Joseph Bishara - instrumenty klawiszowe i programowanie
- Josh Lazie - gitara basowa